# Пессотто, Джанлука
Джанлу́ка Пессо́тто (род. 11 августа 1970, Латизана, Италия) — итальянский футболист, посвятивший большую часть своей карьеры туринскому «Ювентусу». Считался разносторонне развитым футболистом: мог выступать как на позиции защитника, так и обороняющегося или опорного полузащитника.
После окончания футбольной карьеры работает организационным менеджером молодёжного сектора «Ювентуса».

## Биография
Родившись в Латизане, провинция Удине, Пессотто начал свою карьеру в качестве игрока молодёжной команды Милана. В качестве профессионального игрока выступал сразу за несколько итальянских клубов, но по-настоящему родным стал для него чёрно-белый «Ювентус». Что любопытно, до перехода в стан Старой Сеньоры Пессотто провёл два года в рядах злейшего врага чёрно-белых — «Торино». Чтобы осмелиться на подобный трансфер, необходимо большое мужество.
Ювентусу Пессотто посвятил целых одиннадцать лет, однако многочисленные травмы на завершающей стадии карьеры вынудили его уступить место в основном составе французу Джонатану Зебина. Но на популярности Пессотто среди болельщиков клуба это практически не сказалось: до сих пор он считается одним из символов Юве, наряду с такими футболистами, как Чиро Феррара или Алессандро Дель Пьеро.
Среди самых значимых его достижений — Лига Чемпионов УЕФА сезона 1995/96 (всего Пессотто четырежды появлялся в финалах ЛЧ), последовавший за нею Суперкубок УЕФА, а также четыре Скудетто (1997/98-2002/03) и столько же национальных кубков (1997/98-2002/03). В 2000 году Пессотто вместе с Ювентусом победили в розыгрыше Кубка Интертото, что дало им право квалифицироваться в Кубке УЕФА.
Защищая цвета национальной сборной, Пессотто провёл 22 игры, в том числе на чемпионате мира 1998 и Евро-2000. На полях Бельгии и Голландии футболист проявил себя как нельзя лучше, реализовав один из ключевых пенальти в послематчевой серии 1/2 финала против «оранжевых». По итогам турнира Пессотто, как и остальные игроки сборной, стали обладателями серебряных медалей.
Из-за травмы Пессотто пропустил чемпионат мира 2002 года.
27 июня 2006 Джанлука Пессотто выпал из окна офиса «Ювентуса» с 15-метровой высоты, получив серьёзные травмы. В прессе появились предположения о том, что это была попытка самоубийства, связанная с коррупционным скандалом в Серии А, однако позже Пессотто опроверг их, сказав, что происшествие было несчастным случаем.

## Достижения
Командные
«Ювентус»
- Чемпионат Италии: 1996/97, 1997/98, 2001/02, 2002/03
- Обладатель Кубка Италии: 1994/95
- Обладатель Суперкубка Италии: 1995, 1997, 2002, 2003
- Победитель Лига Чемпионов УЕФА: 1995/96
- Обладатель Суперкубка УЕФА: 1996
- Обладатель Межконтинентального кубок: 1996
- Обладатель Кубка Интертото: 1999

Сборная Италия
- Серебряный призёр Чемпионата Европы: 2000

Личные
- Лауреат премии Гаэтано Ширеа: 2006